# Бой у реки Тенару
Бой у реки Тенару (англ. Battle of the Tenaru), или Бой у реки Илу, или Бой в бухте Аллигатор — один из боёв Гуадалканальской кампании на тихоокеанском театре военных действий во время Второй мировой войны. Произошёл 21 августа 1942 года на острове Гуадалканал между армиями Японии и союзников (главным образом морской пехотой США). Этот бой был первым крупным сухопутным наступлением японцев в кампании.
В бою морская пехота США под командованием генерал-майора Александера Вандегрифта успешно отразила атаку «Первого элемента» полка «Итики» под командованием полковника Киёнао Итики. Морские пехотинцы обороняли периметр вокруг мыса Лунга, где находился аэродром Хендерсон-Филд, который был захвачен войсками союзников во время высадки на Гуадалканал 7 августа. Подразделение Итики было послано на Гуадалканал в ответ на высадку Союзников с задачей вернуть аэродром и сбросить противника с острова.
Недооценив силы контингента Союзников на Гуадалканале, который к тому времени насчитывал около 11 000 человек, полк Итики пошёл во фронтальную ночную атаку на позиции морских пехотинцев у бухты Аллигатор на восточной стороне периметра Лунга. Атака Итики была отражена с большими потерями для атакующих. На рассвете морские пехотинцы контратаковали оставшихся солдат Итики, убив большинство из них. В итоге все японские солдаты, кроме 128 из первоначальных 917 человек подразделения Итики «Первый элемент», погибли в бою.
Бой был первым из трёх крупных сухопутных наступлений японской армии во время битвы за Гуадалканал. После боя у реки Тенару японцы осознали, что силы Союзников на Гуадалканале значительно больше и сильнее, чем они ранее предполагали, и в последующем на остров отправлялись намного более крупные силы с целью возврата аэродрома Хендерсон-Филд.

## Предшествующие события
7 августа 1942 года войска союзников (в основном США) высадились на островах Гуадалканал, Тулаги и Флоридских островах. Высадка Союзников была осуществлена с целью помешать Японии использовать острова как военные базы для угрозы путям снабжения между США и Австралией. К тому же она планировалась как отправная точка в кампании с конечной целью изоляции основной японской базы в Рабауле. Операция также оказала поддержку союзников в кампаниях на Новой Гвинее. Высадка положила начало в шестимесячной кампании на Гуадалканале.
Неожиданно для японских войск на рассвете 8 августа их атаковали войска Союзников, главным образом американская морская пехота, высадившаяся на Тулаги и ближайших небольших островах, а также у строящегося японского аэродрома у мыса Лунга на Гуадалканале (позднее достроенного и названного Хендерсон-Филд).
Следующей ночью, во время разгрузки транспортов, артиллерийские корабли Союзников, прикрывавшие транспорты, были неожиданно атакованы японскими военными кораблями в составе семи крейсеров и одного эскадренного миноносца под командованием вице-адмирала Гунъити Микавы. Три американских и один австралийский крейсеры затонули, ещё один американский крейсер и два эсминца получили тяжёлые повреждения в бою у острова Саво. Тёрнер отвёл все оставшиеся корабли Союзников вечером 9 августа, не закончив разгрузку тяжёлого вооружения, продовольствия и войск с транспортов, однако большая часть дивизионной артиллерии была выгружена, включая 32 75-мм и 105-мм гаубицы. Было выгружено продовольствия только на пять дней.
Морские пехотинцы на Гуадалканале с самого начала принялись за создание периметра обороны вокруг аэродрома, перемещением снабжения и материалов внутрь периметра, и завершением строительства аэродрома. Вандегрифт разместил 11 000 солдат под своим командованием на Гуадалканале в замкнутом периметре вокруг мыса Лунга. За четыре дня интенсивной работы снабжение было перемещено с места высадки в пределы периметра. Работы по достройке аэродрома начались немедленно, главным образом с помощью захваченного у японцев оборудования. 12 августа аэродром получил название Хендерсон-Филд в честь майора Лофтона Хендерсона, лётчика морской пехоты, погибшего в сражении при Мидуэе. Захваченные японские склады увеличили общее количество продовольствия до 14 дней. Чтобы сохранить ограниченные запасы, Союзники ограничились двухразовым питанием.

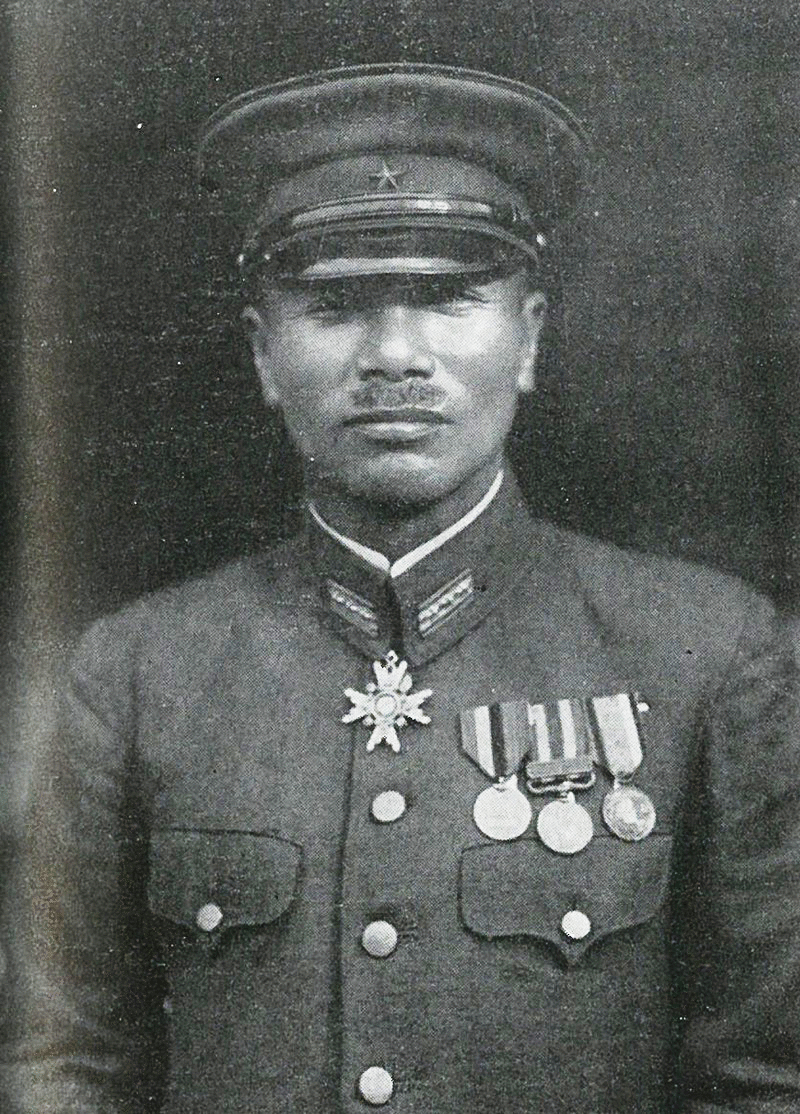
Командир 28-го пехотного полка СВ Японии, полковник К. Итики

В ответ на высадку Союзников на Гуадалканале, Генеральный штаб Вооружённых сил Японии отправил 17-ю армию, корпус со штаб-квартирой в Рабауле под командованием генерал-лейтенанта Харукити Хякутакэ, поставив задачу вернуть Гуадалканал. К этому моменту 17-я армия, задействованная в японской кампании в Новой Гвинее, располагала только несколькими подразделениями для переброски на Южные Соломоновы острова. Из этих числа доступных подразделений была 35-я пехотная бригада под командованием генерала-майора Киётакэ Кавагути, расквартированная в Палау, 4-й (Аоба) пехотный полк, находящийся на Филиппинах и 28-й (Итики) пехотный полк под командованием полковника Киёнао Итики, который направлялся в Японию с Гуама. Эти подразделения немедленно начали перебрасываться на Гуадалканал, но полк Итики, который находился ближе всего, прибыл первым.
Воздушная разведка позиций морской пехоты США на Гуадалканале 12 августа сообщила, что наблюдала только небольшое количество солдат, а в близлежащих водах не было больших кораблей противника, уверив Генеральный штаб, что Союзники отвели большую часть своих войск. На самом деле ни одно подразделение Союзников не было отведено с острова. Хякутакэ издал приказы об отправке быстрыми судами подразделения из 900 солдат полка Итики на высадку на Гуадалканале для немедленной атаки позиций Союзников и захвата аэродрома у мыса Лунга. Оставшиеся солдаты полка Итики должны были быть доставлены на Гуадалканал более медленными судами позднее. На главной военно-морской базе на острове Трук, которая была отправной точкой для доставки полка Итики на Гуадалканал, полковнику Итики было сообщено, что 2000-10 000 американских солдат удерживают береговой плацдарм на Гуадалканале и «избегают лобовых атак.»
Итики и 916 солдат его полка из 2300, получившие название «Первый элемент» и получившие продовольствия на семь дней, были успешно доставлены на мыс Тайву в 35 километрах (22 миль) к востоку от мыса Лунга на шести эсминцах в 01:00 19 августа. Оставив около 100 человек в арьергарде, Итики направился к западу с 800 солдат своего подразделения и разбил лагерь в 14 километрах (9 миль) к востоку от периметра Лунга. Морские пехотинцы на мысе Лунга получили разведданые о высадке японцев и предприняли меры, чтобы выяснить точно, что произошло.

## Бой

### Перед боем

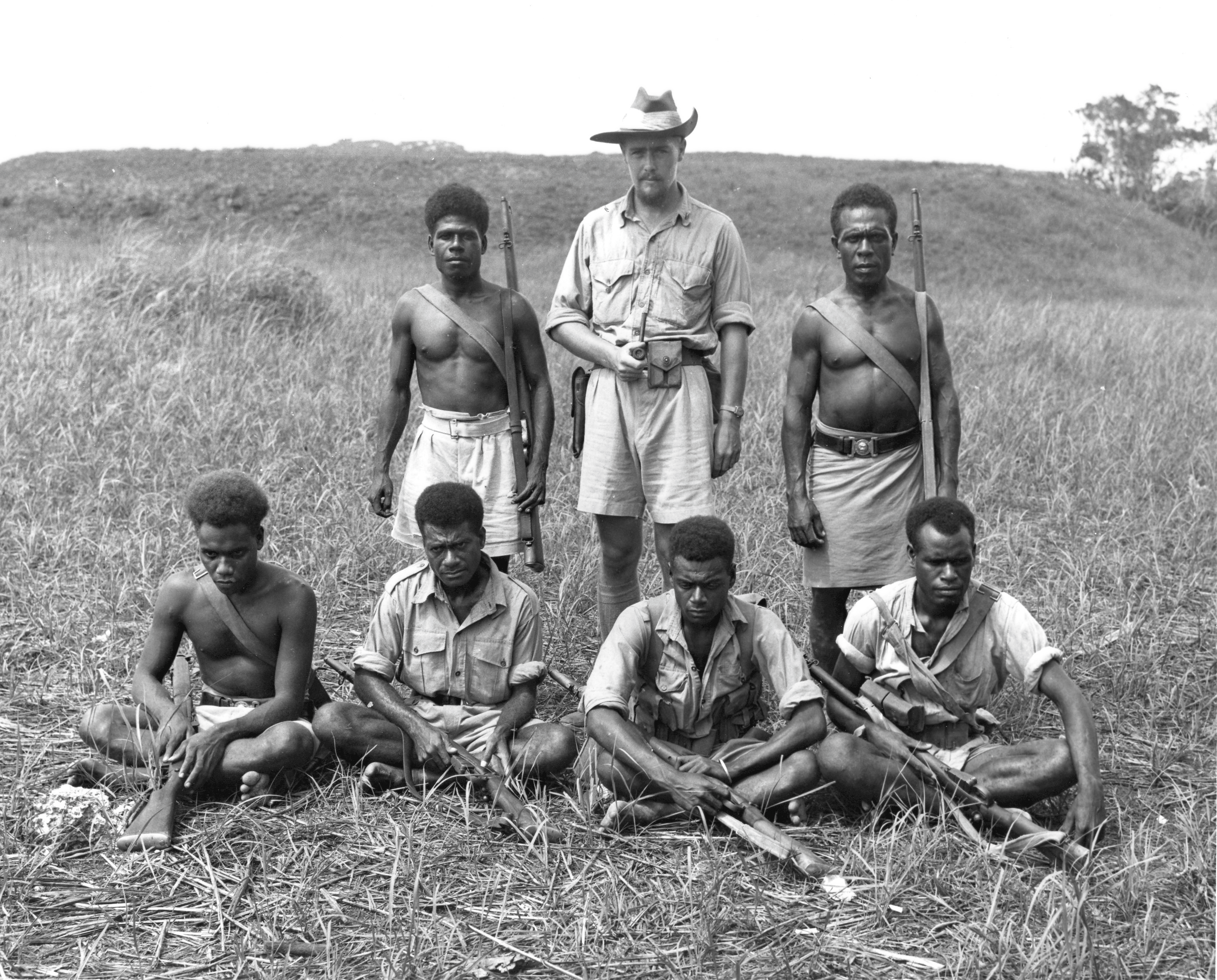
Районный офицер Протектората Британских Соломоновых островов и береговой наблюдатель Мартин Клеменс (стоит в центре) с полицейскими Соломоновых островов, которые служили разведчиками и проводниками сил Союзниковв во время Гуадалканальской кампании.

Донесения войскам Союзников от патрулей из жителей Соломоновых островов, включая отставного сержант-майора Чарльза С. Воузы из национальной полиции, которой командовал Мартин Клеменс, береговой наблюдатель и офицер Сил самообороны Протектората Британских Соломоновых островов (BSIPDF), а также разведданые, полученные из других источников, сообщали о наличии скопления японских солдат к востоку от мыса Лунга. Для получения дополнительной информации 19 августа был отправлен патруль морской пехоты из 60 солдат и четырёх местных проводников под командованием капитана Чарльза Х. Браша, который направился к востоку от периметра Лунга.
В то же самое время Итики отправил вперёд патруль из 38 солдат под командованием офицера связи для выяснения места расположения солдат Союзников и установки пункта связи. Около 12:00 19 августа у мыса Коли, патруль Браша обнаружил японский патруль и организовал засаду, убив всех, кроме пяти человек, которые вернулись к Тайву. Морские пехотинцы потеряли троих убитыми и троих ранеными.
Документы, обнаруженные у некоторых убитых офицеров японского патруля, указывали, что они убитые относятся к гораздо большему подразделению и среди них были карты с обозначенными позициями морской пехоты у мыса Лунга. Документы тем не менее не давали исчерпывающей информации о численности японских войск и планируют ли они наступление.
Теперь, ожидая нападения с восточной стороны, американские морские пехотинцы под командованием генерала Вандегрифта начали укреплять оборонительные позиции в восточной части периметра Лунга. Некоторые официальные американские историки идентифицировали местность, где находился восточный рубеж обороны периметра Лунга как берег реки Тенару. Однако река Тенару находилась гораздо восточнее. Река, сформировавшая восточный рубеж обороны периметра Лунга в действительности была рекой Илу, или, как называли местные жители, бухтой Аллигатор. Бухта Аллигатор в действительности была не рекой, а лагуной, образованной приливно-отливными волнами, отделённая от океана косой от 7 до 15 метров шириной и 30 метров длиной.
Полковник Клифтон Б. Гейтс, командир 1-го полка морской пехоты, разместил свои 1-й и 2-й батальоны вдоль западного берега бухты Аллигатор Для укрепления обороны на косе бухты Аллигатор Гейтс направил 100 человек из 1-го батальона специального вооружения с 37 мм противотанковыми пушками с картечью. Дивизионная артиллерия морской пехоты, в которую входили 75 мм и 105 мм гаубицы, была нацелена на восточную сторону и косу бухты Аллигатор, а артиллерийские наблюдатели расположились на передовых позициях морской пехоты. Морские пехотинцы работали весь день 20 августа, подготавливая оборону, завершив большую часть работ к сумеркам.
Узнав об уничтожении своего патруля, Итики быстро выслал вперёд роту, чтобы похоронить убитых, и последовал с оставшейся частью своих солдат, которые шли всю ночь 19 августа и остановились на отдых только в 04:30 20 августа всего в нескольких милях от позиций морской пехоты восточной стороны периметра Лунга. В этой точке он приготовился атаковать войска союзников с наступлением темноты.

### Ход боя

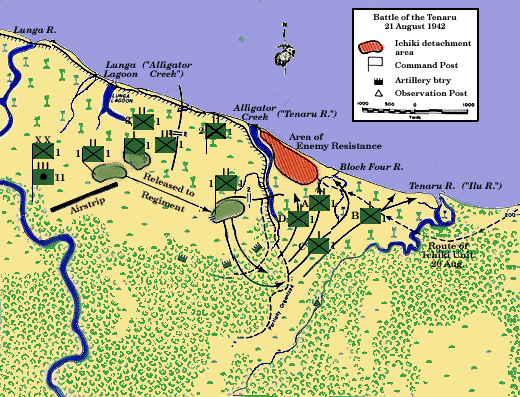
Карта боя 21 августа.

Сразу после полуночи 21 августа главный отряд Итики подошёл к восточному берегу бухты Аллигатор и неожиданно для себя обнаружил позиции американской морской пехоты, не предполагая, что они могут оказаться так далеко от аэродрома. Находящиеся на передовых позициях морские пехотинцы услышали «позвякивающие» звуки, человеческие голоса и другие звуки с противоположного берега бухты. В 01:30 солдаты Итики открыли огонь из пулемётов и миномётов по позициям морской пехоты на западном берегу бухты, и первая волна из около 100 японских солдат побежала через песчаную косу по направлению к морским пехотинцам.
Морская пехота ответила пулемётным огнём и картечью из 37-мм пушек, убив большую часть японцев, бегущих по косе. Немногие японские солдаты добежали до позиций морской пехоты, вступив в рукопашный бой с их защитниками и захватив несколько укреплений передней линии. Кроме того, японский пулемётный и ружейный огонь с восточной стороны бухты убил несколько пулемётчиков американцев. Рота морских пехотинцев, находившаяся сзади на позициях прямо перед передовой, атаковала и убила большинство, если не всех оставшихся японских солдат, которые пробили переднюю линию обороны, на чём и завершилась первая атака Итики примерно через час после своего начала.
В 02:30 вторая волна из 150—200 японских солдат снова атаковала по песчаной косе и снова была почти полностью уничтожена. По меньшей мере один из выживших офицеров посоветовал Итики отвести солдат, но Итики отказался.
Войска Итики перегруппировались на восточной стороне бухты, японские миномёты обстреляли позиции морской пехоты. Американцы ответили огнём 75-мм гаубиц и миномётов по восточному берегу бухты. Около 05:00 ещё одна волна японских солдат, на этот раз заходящая с фланга позиций морской пехоты со стороны океана, атаковала береговые позиции на западном конце косы. В этот раз морская пехота ответила плотным пулемётным и артиллерийским огнём по атакующим, снова приведя к тяжёлым потерям среди атакующих солдат Итики и заставив их прекратить атаку и отойти на восточный берег бухты. В последующие несколько часов обе стороны обменивались ружейным, пулемётным и артиллерийским огнём через песчаную косу и бухту.
Несмотря на тяжёлые потери, отряд Итики остался на позициях на восточном берегу бухты, возможно, не в состоянии провести отступление. На рассвете 21 августа командиры морских пехотинцев США провели совещание и приняли решение контратаковать. 1-й батальон 1 полка морской пехоты под командованием подполковника Ленарда Б. Крессвелла пересёк бухту Аллигатор вверху по течению, обойдя место сражения, окружив солдат Итики с юга и востока, отрезав все пути к отступлению и начали «сжимать» отряд Итики на малом пространстве в кокосовой роще на восточном берегу бухты.
Самолёт с Хендерсон-Филд обстрелял японских солдат, которые пытались уйти по берегу и, к полудню, пять танков морской пехоты M3 Stuart атаковали по песчаной косе кокосовую рощу. Танки обстреляли кокосовую рощу пулемётами и картечью, а потом двинулись вперёд по телам, мёртвым и живым, и ни один японский солдат не мог от них уйти. После завершения танковой атаки Вандегрифт писал, что «то, что было за танками, напоминало мясорубку.»

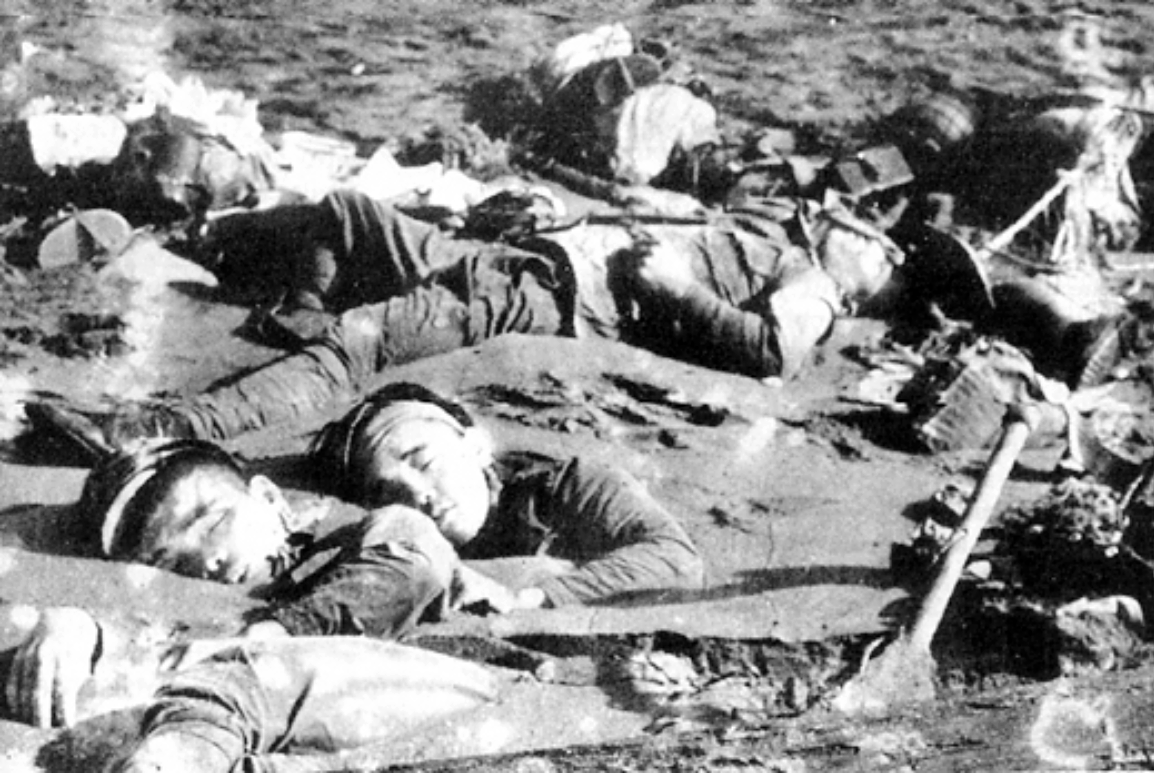
Погибшие бойцы подразделений 28-го пехотного полка СВ Японии на косе бухты Аллигаторов после атаки на позиции 1-й ДМП.

К 17:00 21 августа сопротивление японцев прекратилось. Полковник Итики либо погиб в бою, либо совершил ритуальное самоубийство (сэппуку) вскоре после боя, достоверных данных на этот счёт нет. Когда любопытные морские пехотинцы отправились осмотреть поле боя, некоторые из раненых японских солдат убили или ранили нескольких американцев. После этого морские пехотинцы выстрелами или ударами штыка пробили все японские тела, которые обнаружили, однако 15 раненых и в бессознательном состоянии японских солдат попали в плен. Около 30 спасшихся японских солдат присоединились к арьергарду полка у мыса Тайву.

## Последствия
Для американцев и их союзников победа у реки Тенару стала важным психологическим фактором для поднятия духа солдат Союзников, после серии поражений от японской армии на Тихом океане в Восточной Азии они наконец узнали, что японские солдаты могут быть побеждены в сухопутном бою. Бой у реки Тенару также установил прецедент, который определил дальнейший ход боёв на Тихом океане, что японские солдаты не хотели сдаваться в плен, и даже тяжелораненые или в безнадёжном положении они продолжали убивать солдат Союзников. По этому поводу Вандегрифт отмечал: «Я никогда не слышал и не читал о такой манере боя. Эти люди отказываются подчиняться. Они ожидают, когда кто-то из наших солдат подойдёт проверить его…и разрывают его, себя и своих товарищей в клочья ручной гранатой.» Роберт Леки, ветеран Гуадалканала, описывает последствия боя в своей книге Helmet For My Pillow, "Огнём нашего полка было убито около 900 японцев. Большинство из них лежали кучами перед огневыми точками на песчаной косе, словно они умирали не в одиночку, а большими группами. Между ними сновали охотники за сувенирами. Они двигались осторожно, словно опасаясь неведомых ловушек, но тем не менее не прекращали избавлять мертвые тела от их имущества".
Бой также оказал важное психологическое влияние на японских солдат, которые верили в собственную непобедимость и превосходство духа. 25 августа большая часть спасшихся из отряда Итики дошла до мыса Тайву и радировала в Рабаул в штаб 17-й армии, что подразделение Итики было «почти полностью уничтожено недалеко от аэродрома.» Офицеры штаба армии отреагировали на новость с недоверием, но было принято решение отправить дополнительные войска на Гуадалканал вернуть Хендерсон-Филд. Следующим крупным наступлением на периметр Лунга стала битва за хребет Эдсона, состоявшаяся через три недели, в этот раз наступающие использовали гораздо большие силы, чем у реки Тенару.

## Рекомендуемая литература
- Richter, Don. Where the Sun Stood Still: The Untold Story of Sir Jacob Vouza and the Guadalcanal Campaign (англ.). — Toucan, 1992.
- Tregaskis, Richard[англ.]. Guadalcanal Diary (индон.). — Random House, 1943. — ISBN 0-679-64023-1.